# IL Sandviken
Idrettslaget Sandviken (kurz: IL Sandviken) ist ein norwegischer Fußballverein aus Bergen. Sportliches Aushängeschild des Vereins ist die Frauenfußball-Mannschaft, die in der Toppserie, der höchsten Spielklasse im norwegischen Frauenfußball, spielt.

## Geschichte
IL Sandviken war 1987 Gründungsmitglied der Toppserien. 1989 musste der Abstieg hingenommen werden. Postwendend gelang der Wiederaufstieg und gleich in der ersten Saison stürmte man auf den dritten Platz. Bis heute konnte kein Toppserien-Aufsteiger eine bessere Platzierung vorweisen. Im gleichen Jahr erreichte der Club erstmals das Pokalfinale, unterlag aber gegen den Meister Asker SK mit 8:0 Toren. 1995 wurde man erneut Dritter in der Meisterschaft und erreichte zum zweiten Mal das Pokalfinale. Dieses Mal war man erfolgreicher und schlug Trondheims-Ørn SK mit 3:2 nach Verlängerung. Ein Jahr später wurde IL Sandviken Vizemeister. Damit war die erfolgreichste Zeit des Clubs vorerst beendet.
1999 folgte der zweite Abstieg und Sandviken wurde zum Fahrstuhlclub. Nach dem Aufstieg 2001 musste man nach einer Saison gleich wieder hinunter. Der nächste Aufstieg gelang 2003 und IL Sandviken konnte sich danach drei Jahre in der Liga behaupten, auch wenn man jedes Jahr gegen den Abstieg kämpfte. Dennoch musste die Mannschaft 2007 den erneuten Abstieg hinnehmen. Im Jahre 2010 schaffte die Mannschaft zum vierten Mal den Aufstieg in die Toppserie. Nach einem 10. (2011) und einem 6. Platz (2012) erfolgte 2013 der erneute Abstieg in die 1. Division, gefolgt vom sofortigen Wiederaufstieg 2014.
Ab 2015 stabilisierten sich die Leistungen. Nach drei Jahren der Konsolidierung folgten drei vierte Plätze in Folge und gipfelten in der Spielzeit 2021 mit dem erstmaligen Gewinn der Norwegischen Meisterschaft.
Zur Saison 2022 tat man sich mit Brann Bergen zusammen und tritt fortan unter deren Namen als SK Brann Kvinner an.

## Erfolge
- Norwegischer Meister 2021
- Norwegischer Vizemeister 1996
- Norwegischer Pokalsieger 1995, -Finalist 1991,
- Aufstieg in die Toppserie 1990, 2001, 2003, 2011, 2015